# Hugh Mingay
Hugh Steven James Mingay (rođenje 12. prosinca 1974.), poznatiji kao Skoll, je heavy metal glazbenik.

## Životopis
Mingay rođen je u Ujedinjenom Kraljevstvu iako svira sa sastavima iz Norveškoj.
Mingay počeo je glazbenu karijeru u sastavu Fimbulwinter gdje je također svirao Shagrath iz Dimmu Borgira. Sastav se raspao 1994., a Mingay se pridružio sastavu Ulver koji je napustio 1998. Također je bio član sastava Arcturus gdje je pjevao Garm iz Ulvera. Napustio je Arcturus 2000., ali se vratio 2002. i ponovno 2011. kad je sastav se ponovno počeo postojati.
Mingay je također basist sastava Ved Buens Ende i Den Saakaldte.

## Diskografija
Arcturus
- Aspera Hiems Symfonia (1996.)
- La Masquerade Infernale (1997.)
- The Sham Mirrors (2002.)
- Sideshow Symphonies (2005.)
- Shipwrecked in Oslo (2006.)
- Arcturian (2015.)

Ulver
- Bergtatt – Et Eeventyr i 5 Capitler (1995.)
- Nattens Madrigal – Aatte Hymne til Ulven i Manden (1997.)
- Themes from William Blake's The Marriage of Heaven and Hell (1998.)

Fimbulwinter
- Servants of Sorcery (1994.)

Ved Buens Ende
- Written in Waters (1995.)

Den Saakaldte
- Pesteb som tar over (2023.)